# Beate Koch
Beate Koch (Jena, 18 agosto 1967) è un'ex giavellottista tedesca, in carriera ha vinto un bronzo ai Giochi olimpici di Seul 1988.

## Palmarès
| Anno | Manifestazione | Sede | Evento                 | Risultato | Misura  | Note |
| ---- | -------------- | ---- | ---------------------- | --------- | ------- | ---- |
| 1988 | Olimpiadi      | Seul | Lancio del giavellotto | Bronzo    | 67,30 m |      |